# Formosotoxotus nobuoi
Formosotoxotus nobuoi là một loài bọ cánh cứng trong họ Cerambycidae.